# Округ Лион (Флорида)
Округ Лион (енгл. Leon County) је округ у америчкој савезној држави Флорида. По попису из 2010. године број становника је 275.487. Талахаси је највећи град у овом округу, а уједно је и политички центар те државе, као њен главни град.
Округ Лион се налазио дуго времена у саставу шпанске колоније Флориде, као и остали већи флоридски градови и сама та држава.

## Демографија
Према попису становништва из 2010. у округу је живело 275.487 становника, што је 36.035 (15,0%) становника више него 2000. године.
| Група             | 2000.           | 2010.           |
| Белци             | 153.474 (64,1%) | 163.483 (59,3%) |
| Афроамериканци    | 69.704 (29,1%)  | 83.520 (30,3%)  |
| Азијати           | 4.562 (1,9%)    | 8.053 (2,9%)    |
| Хиспаноамериканци | 8.407 (3,5%)    | 15.361 (5,6%)   |
| Укупно            | 239.452         | 275.487         |